# Dennis (Massachusetts)
Dennis es un pueblo ubicado en el condado de Barnstable en el estado estadounidense de Massachusetts. En el Censo de 2010 tenía una población de 14.207 habitantes y una densidad poblacional de 246,38 personas por km².

## Geografía
Dennis se encuentra ubicado en las coordenadas 41°42′22″N 70°9′53″O / 41.70611, -70.16472. Según la Oficina del Censo de los Estados Unidos, Dennis tiene una superficie total de 57.66 km², de la cual 53.12 km² corresponden a tierra firme y (7.88%) 4.54 km² es agua.

## Demografía
Según el censo de 2010, había 14.207 personas residiendo en Dennis. La densidad de población era de 246,38 hab./km². De los 14.207 habitantes, Dennis estaba compuesto por el 93.54% blancos, el 2.13% eran afroamericanos, el 0.49% eran amerindios, el 0.57% eran asiáticos, el 0.08% eran isleños del Pacífico, el 1.3% eran de otras razas y el 1.9% pertenecían a dos o más razas. Del total de la población el 2.15% eran hispanos o latinos de cualquier raza.